# Batería de litio-silicio

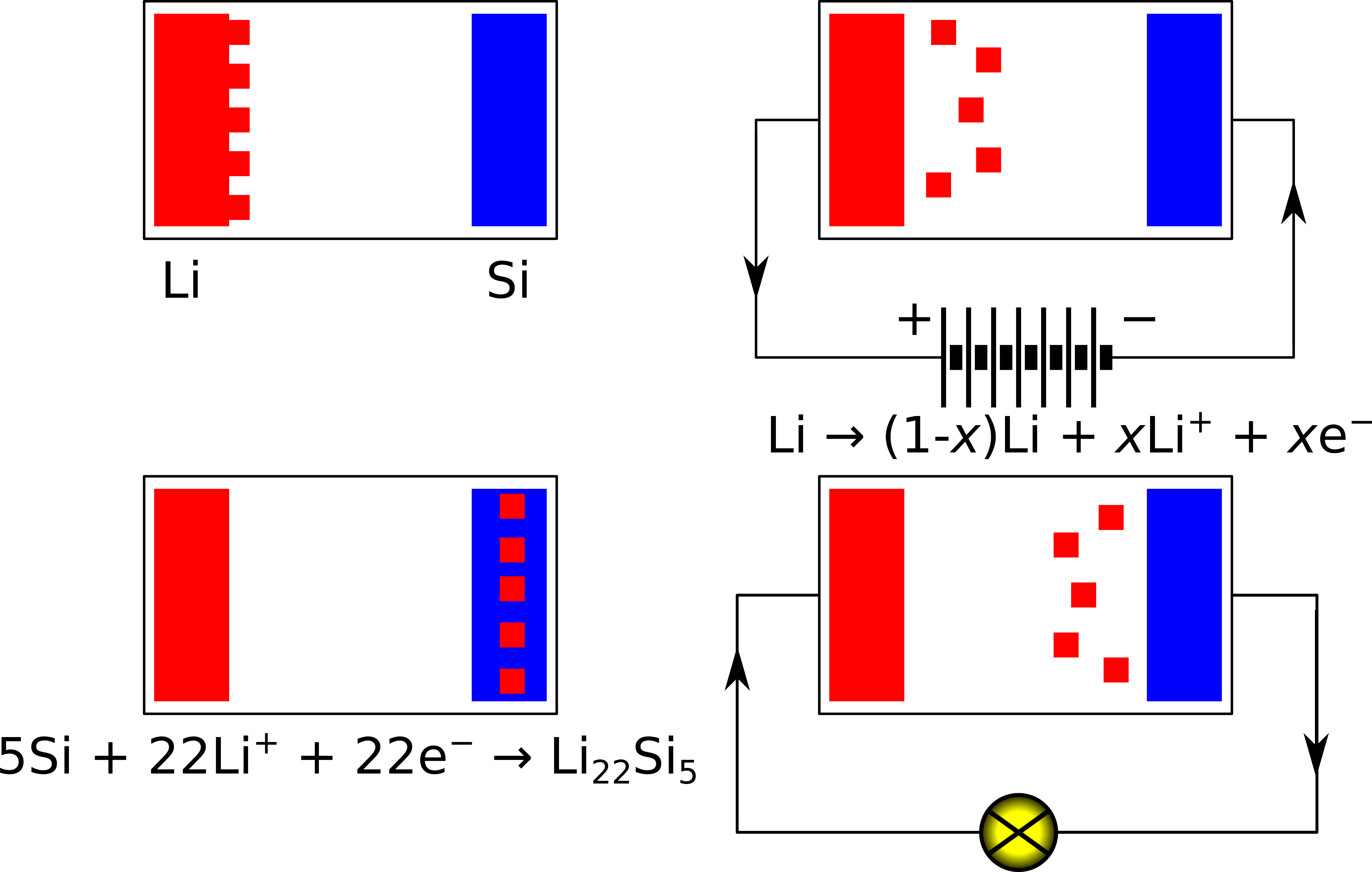
Esquema de una batería de iones de litio con litio y silicio como materiales de electrodo. Arriba a la izquierda: estado sin carga. Arriba a la derecha: proceso de carga, se da una semirreacción de desintercalación. Abajo a la izquierda: estado cargado con iones de litio aleados en silicio, se da una semirreacción de aleación. Abajo a la derecha: proceso de descarga.

Las baterías de litio-silicio son baterías de iones de litio que emplean un ánodo de silicio e iones de litio como portadores de carga. Los materiales basados en el silicio suelen tener una capacidad específica mucho mayor, por ejemplo 3.600 mAh/g para el silicio prístino, en comparación con el material estándar del ánodo, el grafito, que está limitado a una capacidad teórica máxima de 372 mAh/g para el estado completamente litiado LiC6. 
El gran cambio de volumen del silicio (aproximadamente un 400% según las densidades cristalográficas) cuando se inserta litio, junto con su alta reactividad en estado cargado, son obstáculos para comercializar este tipo de ánodos. Los ánodos de las baterías comerciales pueden tener pequeñas cantidades de silicio, lo que aumenta ligeramente su rendimiento. Las cantidades son secretos comerciales muy bien guardados, limitados a partir de 2018 a un máximo del 10% del ánodo. Las baterías de litio-silicio también incluyen configuraciones de celdas en las que el silicio se encuentra en compuestos que pueden almacenar litio a bajo voltaje mediante una reacción de desplazamiento, como el oxicarburo de silicio, el monóxido de silicio o el nitruro de silicio.

## Historia
Los ánodos compuestos de silicio y carbono fueron descritos por primera vez en 2002 por Yoshio. 
Los estudios de estos materiales compuestos han demostrado que las capacidades son una media ponderada de los dos miembros finales (grafito y silicio). Durante los ciclos, las partículas de silicio tienden a aislarse electrónicamente y la capacidad cae hasta alcanzar la capacidad del componente de grafito. 
Este efecto se ha atenuado utilizando metodologías sintéticas alternativas o morfologías que pueden crearse para ayudar a mantener el contacto con el colector de corriente. 
Esto se ha observado en estudios en los que se han cultivado nanocables de silicio unidos químicamente al colector de corriente metálico mediante la formación de una aleación. 
En 2014, Amprius fabricó muestras de baterías con un electrodo compuesto de nanocables de silicio y grafito. 
La misma empresa afirma haber vendido varios cientos de miles de estas baterías a partir de 2014. 
En 2016, investigadores de la Universidad de Stanford presentaron un método para encapsular micropartículas de silicio en una envoltura de grafeno, que confina las partículas fracturadas y también actúa como una capa de interfase de electrolito sólido estable. 
Estas micropartículas alcanzaron una densidad energética de 3.300 mAh/g.
En 2015, el director ejecutivo de Tesla, Elon Musk, afirmó que el silicio de las baterías del Model S aumentaba la autonomía del coche en un 6%. 
En 2018, los productos de las startups Sila Nanotechnologies, Global Graphene Group, Enovix, Enevate y Group14 Technologies, entre otras, estaban siendo probados por fabricantes de baterías, empresas automovilísticas y de electrónica de consumo. Entre los clientes de Sila figuran BMW y Amperex Technology, proveedor de baterías de empresas como Apple y Samsung. BMW anunció sus planes de incorporar la tecnología de Sila para 2023 y aumentar la capacidad de las baterías entre un 10 y un 15%. A partir de 2021, Enovix fue la primera empresa en enviar baterías de ánodo de silicio acabadas a clientes finales.
Group14 Technologies ha patentado un compuesto de silicio y carbono SCC55, que permite un 50% más de densidad de energía volumétrica totalmente litiada que el grafito utilizado en los ánodos de baterías de iones de litio convencionales. El SCC55 ha sido probado y validado por los fabricantes de baterías Farasis y StoreDot, el último de los cuales descubrió que SCC55 podía cargarse al 80 % de su capacidad en 10 minutos.  Los inversores y clientes de Group14 incluyen Porsche AG, Amperex Technology Limited, Showa Denko y SK materials.   
En mayo de 2022, Porsche AG lideró la ronda Serie C de 400 millones de dólares de Group14 y anunció planes para producir células de batería de litio-silicio con la tecnología de Group14 en Alemania en 2024 para ayudar a alimentar sus nuevos vehículos eléctricos.  Group14 planea utilizar la financiación de Porsche para acelerar el desarrollo de su segunda fábrica en EE. UU. para suministrar un mínimo de 600.000 vehículos eléctricos al año. 
En enero de 2024, Group14 anunció que, gracias a su asociación con Amperex Technology Limitied, tenían más de un millón de teléfonos inteligentes en China (Honor) utilizando su tecnología.El 22 de septiembre de 2020, Tesla reveló sus planes para aumentar gradualmente las cantidades de silicio en sus futuras baterías, centrándose en los ánodos. El planteamiento de Tesla consiste en encapsular las partículas de silicio con un revestimiento elástico permeable a los iones. De este modo, se da cabida al problema de la hinchazón del silicio, lo que permite lograr el aumento deseado de la capacidad de la batería. Se espera que este cambio no afecte a la vida útil total de la batería. La razón del aumento gradual (en lugar de repentino) del uso de silicio es permitir la realización de pruebas y la confirmación de los cambios graduales.
En septiembre de 2021, Sila anunció que había empezado a distribuir su primer producto y que éste se había incorporado a Whoop 4.0.

## Capacidad específica
Un ánodo de silicio cristalino tiene una capacidad específica teórica de 3600 mAh/g, aproximadamente diez veces superior a la de los ánodos de grafito utilizados habitualmente (limitada a 372 mAh/g). Cada átomo de silicio puede unir hasta 3,75 átomos de litio en su estado totalmente litiado (Li3,75Si), frente a un átomo de litio por cada 6 átomos de carbono en el grafito totalmente litiado (LiC6). 
| material del ánodo | Capacidad específica (mAh/g) | cambio de volumen |
| ------------------ | ---------------------------- | ----------------- |
| Li                 | 3862                         | -                 |
| LiC 6              | 372                          | 10%               |
| Li 13Sn 5          | 990                          | 252%              |
| Li 9Al 4           | 2235                         | 604%              |
| Li 15Si 4          | 3600                         | 320%              |